# Raión de Nizhyn
Raión de Nizhyn (en ucraniano: Ніжинський район) es un raión o distrito de Ucrania en la óblast de Chernígov. La capital es la ciudad de Nizhyn.
Comprende una superficie de 7226,6 km². Su territorio fue definido en 2020 mediante la fusión del territorio que hasta entonces tenía el raión de Nizhyn con la propia ciudad de Nizhyn (que hasta entonces no formaba parte del raión al estar constituida como ciudad de importancia regional) y los hasta entonces vecinos raiones de Bájmach, Bobróvytsia, Borzná y Nosivka.

## Demografía
En 2022, tras la definición de los límites actuales, el raión tenía una población de 215 908 habitantes.

## Subdivisiones
Tras la reforma territorial de 2020, el raión incluye diecisiete municipios:
- 6 ciudades: Nizhyn (la capital), Baturyn, Bájmach, Bobróvytsia, Borzná y Nosivka
- 2 sélyshcha: Dmýtrivka y Losýnivka
- 9 municipios rurales: Vertíyivka, Vysoke, Komarivka, Kruty, Makíyivka, Mryn, Nová Basán, Plysky y Talaláyivka

## Otros datos
El código KOATUU fue 7423300000. El código postal 16621 y el prefijo telefónico +380 4631.